# 深谷町
深谷町（ふかやまち）は埼玉県の北西部、大里郡に属していた町。当初は榛沢郡所属であった。

## 地理
- 河川：唐沢川

## 歴史
- 1889年（明治22年）4月1日 町村制施行により、深谷宿、田谷村、東大沼村、萱場村、西島村、西大沼村、曲田村、原郷村の一部、国済寺村の一部が合併し榛沢郡深谷町が成立する。
- 1896年（明治29年）4月1日 榛沢郡が大里郡、幡羅郡、男衾郡と統合し大里郡となる。
- 1955年（昭和30年）1月1日 明戸村、幡羅村、大寄村、藤沢村と合併し深谷市（初代）を新設する。
- 2006年（平成18年）1月1日 深谷市が岡部町、川本町、花園町と合併し深谷市（2代目）を新設する。